# Katholieke Kerk in Marokko

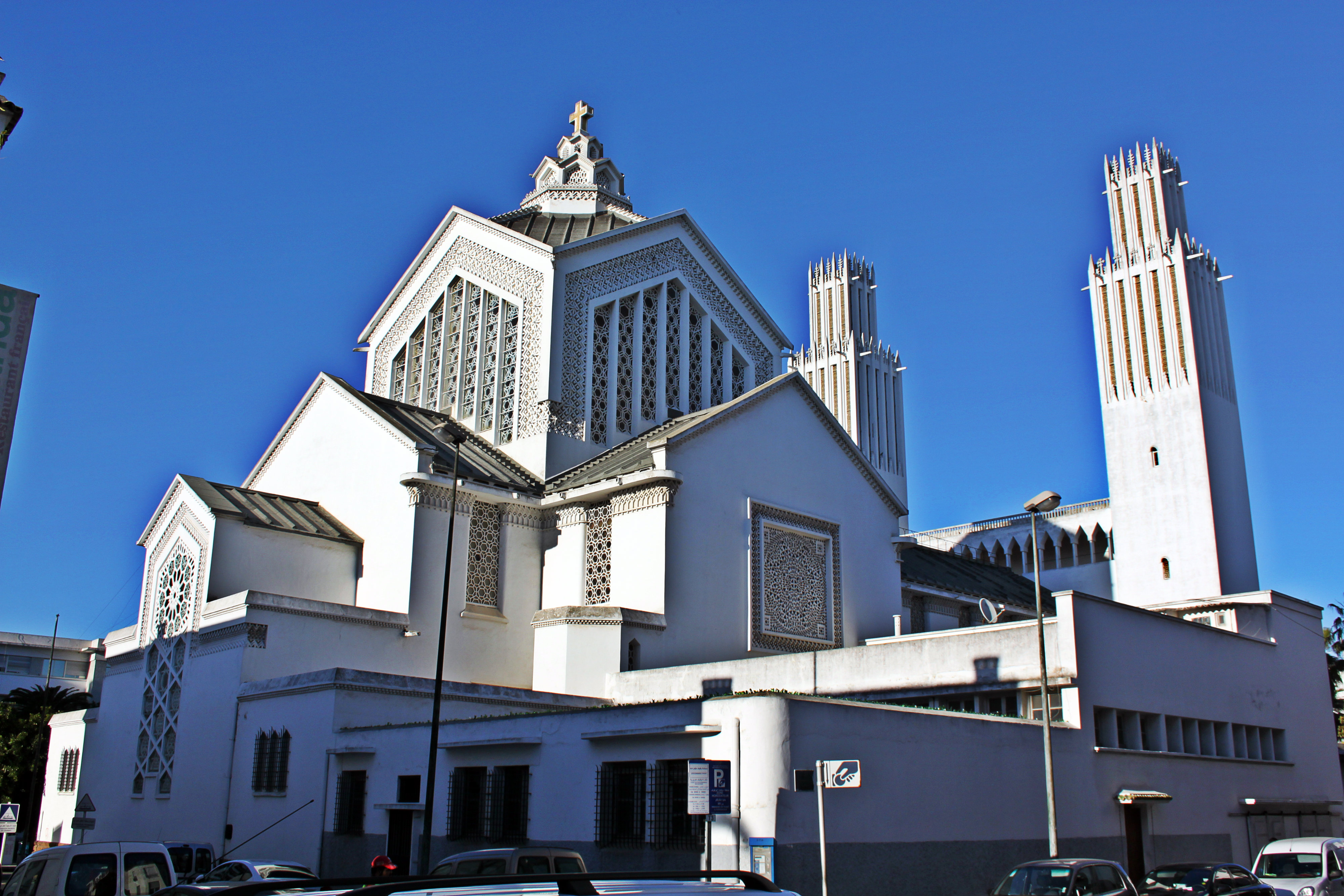
Kathedraal van Rabat in 2013

De Katholieke Kerk in Marokko is een onderdeel van de wereldwijde Rooms-Katholieke Kerk, onder het geestelijk leiderschap van de paus en de curie in Rome.
In 2005 waren er ongeveer 23.000 (0,08%) katholieken in Marokko. Marokko bestaat uit twee aartsbisdommen, die direct onder de Heilige Stoel vallen. De bisschoppen zijn samen met collega's uit Algerije, Libië, Tunesië en de Westelijke Sahara lid van de bisschoppenconferentie van Noord-Afrika. President van de bisschoppenconferentie is Vincent Louis Marie Landel, aartsbisschop van Rabat (Marokko). Verder is men lid van de Symposium des Conférences Episcopales d’Afrique et de Madagascar.
Het land telt vijftien katholieke scholen. Apostolisch nuntius voor Marokko is aartsbisschop Alfred Xuereb.
Marokko kent geen godsdienstvrijheid. Zo is het moslims verboden zich te bekeren tot een andere godsdienst, controleert de politie in Casablanca dat er geen moslims een kerk binnengaan en kunnen Marokkaanse moslims die zich bekeren tot het christendom niet gedoopt worden. Voor soennitische moslims is het toegelaten hun geloof te verkondigen, maar voor sjiitische moslims en christenen is dit verboden en regelmatig worden christelijke zendelingen het land uitgezet. Op pogingen om moslims te bekeren tot een andere godsdienst staat voor burgers van Marokko een gevangenisstraf van een half tot drie jaar.

## Geschiedenis
Het christendom is aanwezig in Marokko sinds de Romeinse tijd. De Heilige Marcellus stierf in Tanger in de 3e eeuw. In de achtste eeuw verspreidde zich de islam. Na de inval van de moslims in Fez, in 711 na Christus, waarbij 50.000 christenen het leven lieten. Sinds Franciscus van Assisi vijf minderbroeders naar Marokko zond, zijn er steeds franciscanen in het land geweest. In de Franse koloniale tijd nam het aantal katholieken toe. 

## Bisdommen

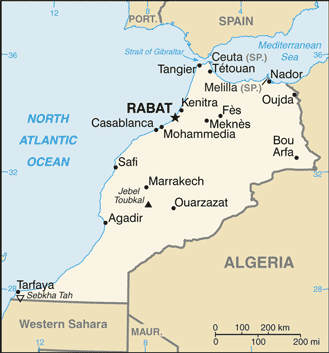
Marokko

- Aartsbisdom Rabat
- Aartsbisdom Tanger

## Nuntius
- Apostolisch pro-nuntius
  - Aartsbisschop Sante Portalupi (1976 – 15 december 1979)
  - Aartsbisschop Bernard Henri René Jacqueline (20 maart 1986 – 22 mei 1993)
- Apostolisch nuntius
  - Aartsbisschop Domenico De Luca (22 mei 1993 – 17 juli 2003)
  - Aartsbisschop Antonio Sozzo (17 juli 2003 – 12 december 2015)
  - Aartsbisschop Vito Rallo (12 december 2015 – 30 juni 2023)
  - Aartsbisschop Alfred Xuereb (8 december 2023 – heden)

## Afbeeldingen

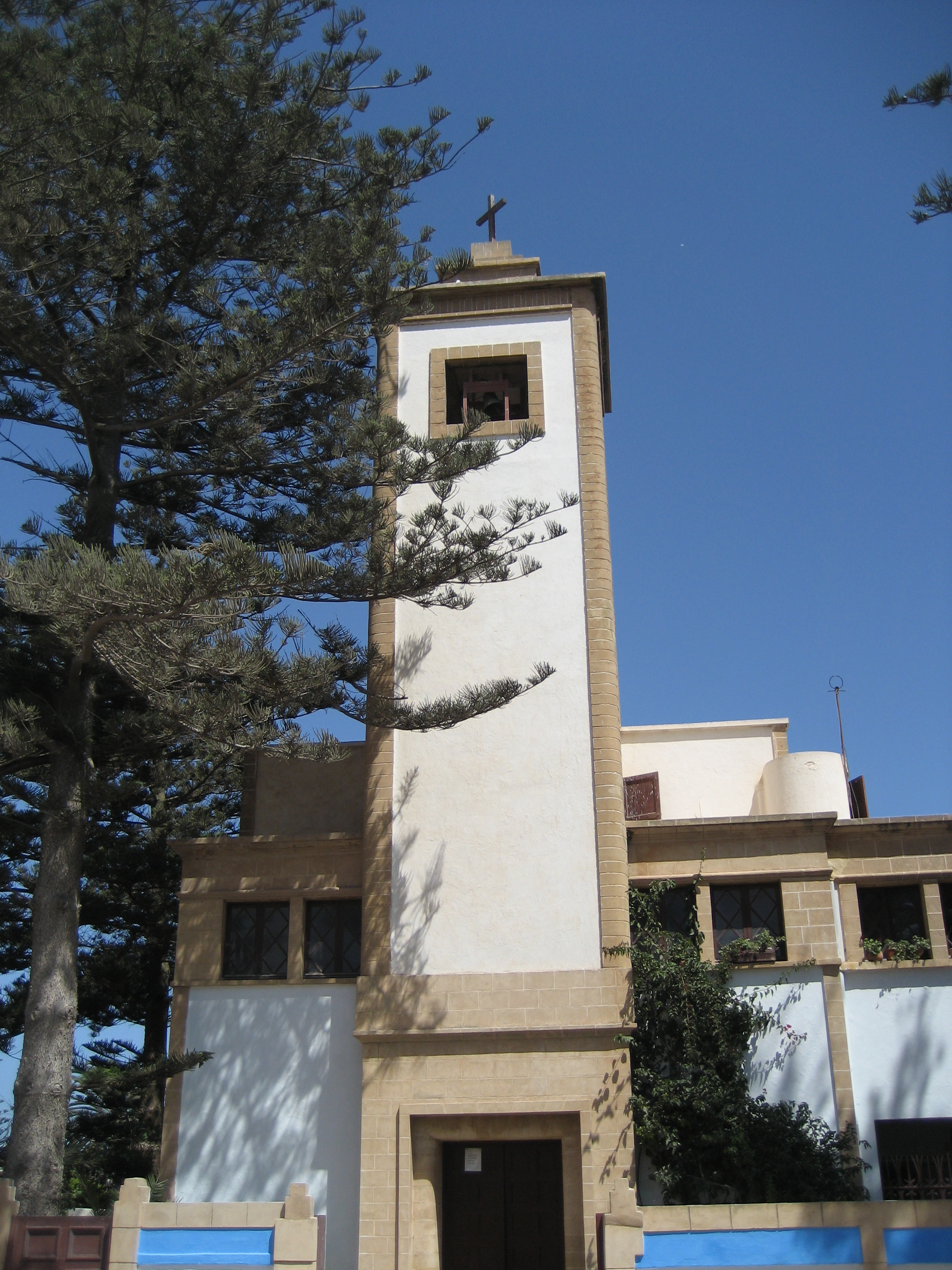
Kerk van Maria-Tenhemelopneming in Essaouira
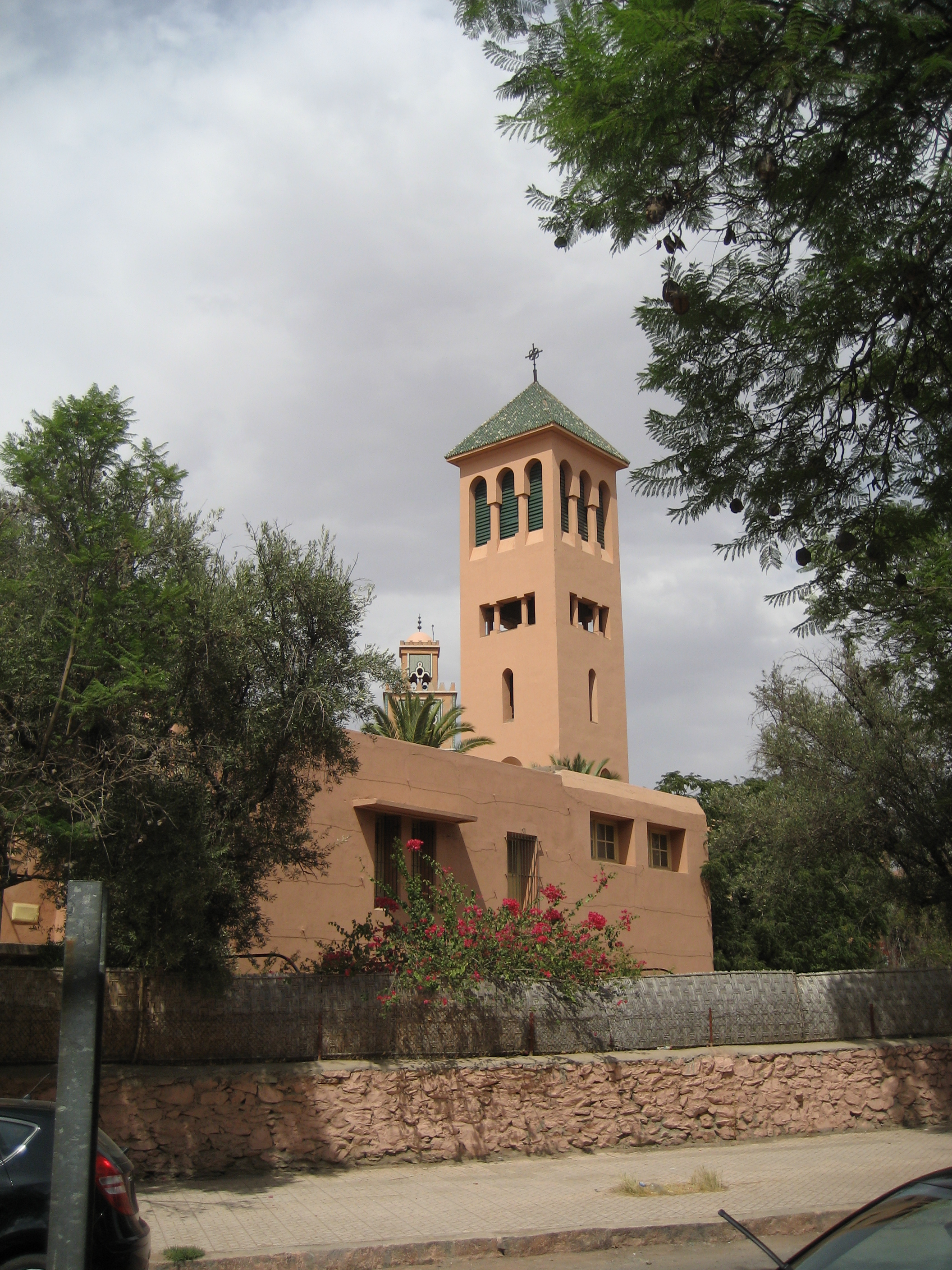
Kerk van Allerheiligen in Marrakech
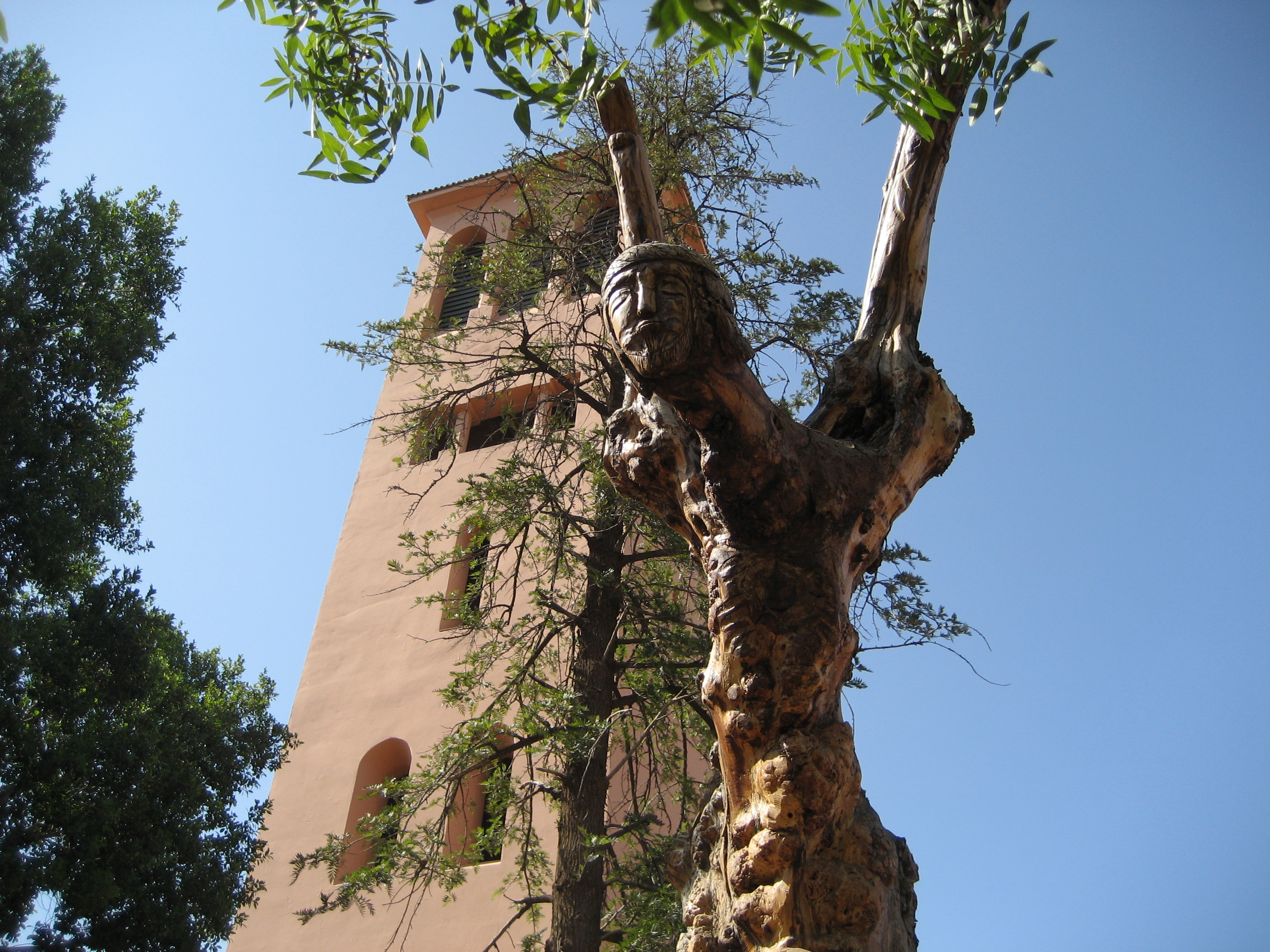
Jezuskop (uitgesneden in hout) in Marrakech
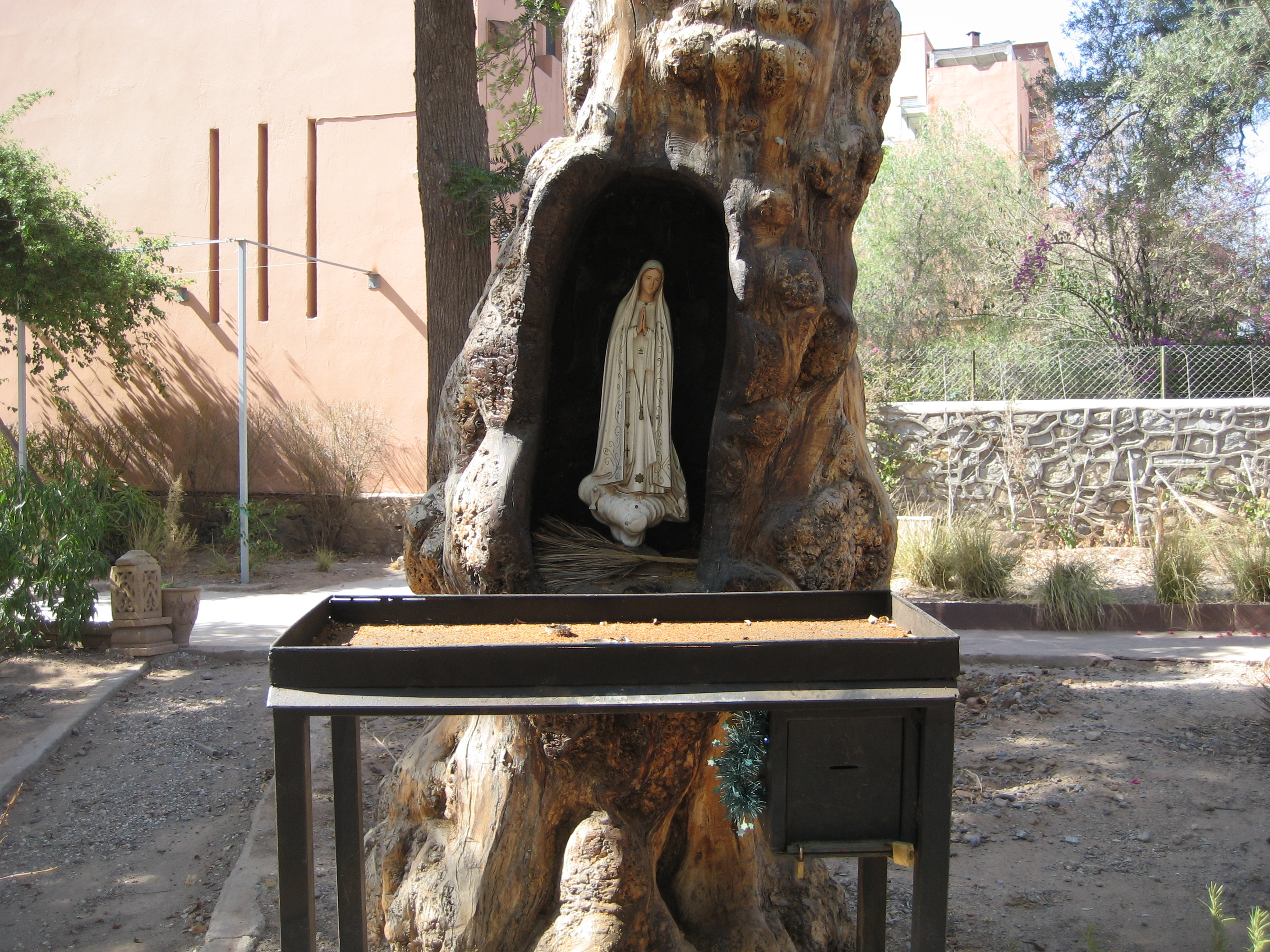
Mariabeeld in tuin van de Kerk van Allerheiligen in Marrakech
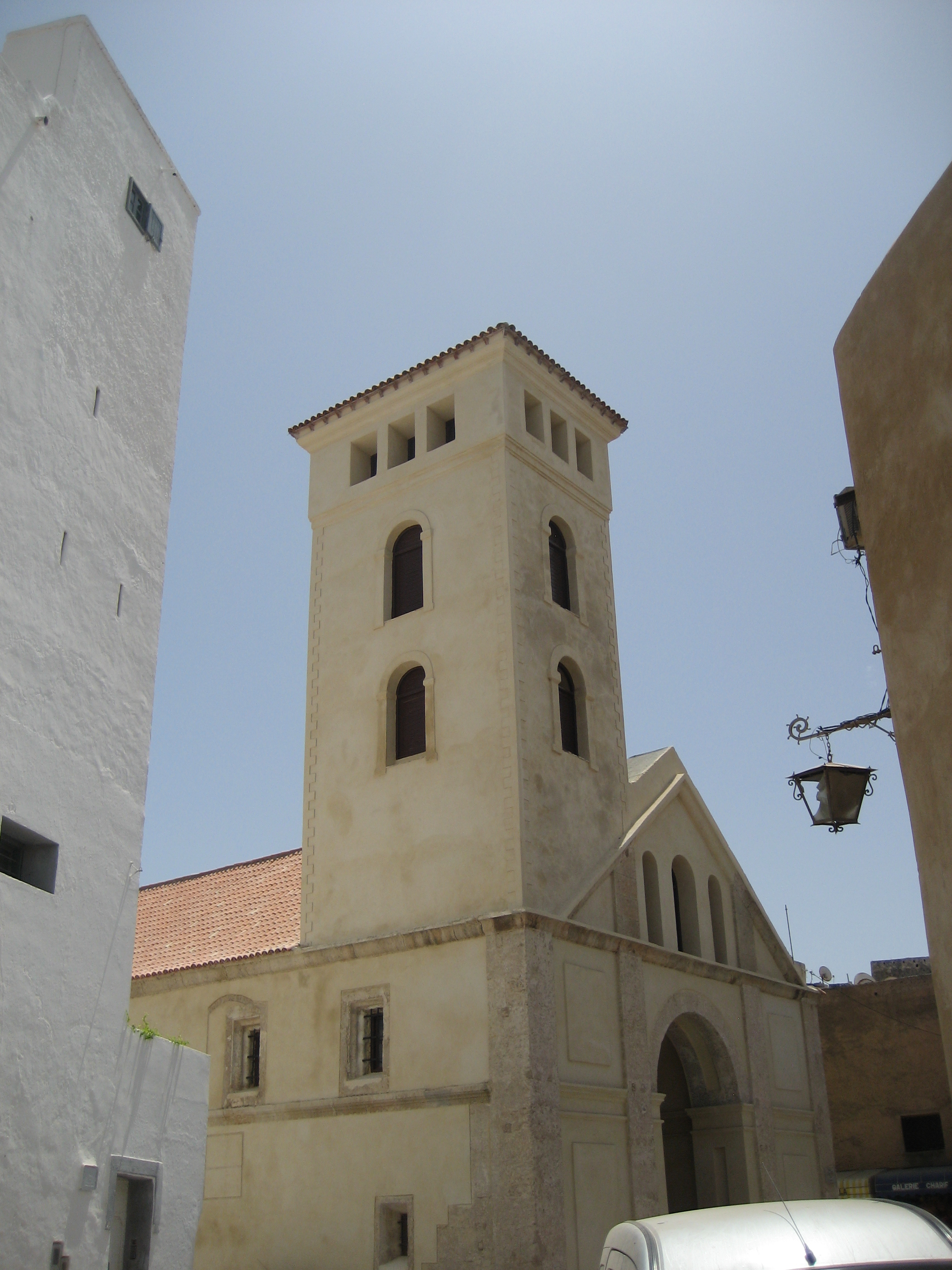
Voormalige katholieke kerk in El Jadida